# Chalcotropis luceroi
Chalcotropis luceroi là một loài nhện trong họ Salticidae.
Loài này thuộc chi Chalcotropis. Chalcotropis luceroi được Alberto Barrion & James A. Litsinger miêu tả năm 1995.